# Calizzano
Calizzano är en ort och kommun i provinsen Savona i regionen Ligurien i Italien. Kommunen hade 1 455 invånare (2018).